# Serie A 1954-1955 (pallacanestro femminile)

La formazione del Gruppo Sportivo Bernocchi campione d'Italia 1954-1955

Il campionato di pallacanestro femminile 1954-1955 è stato il ventiquattresimo organizzato in Italia.
La Serie A ritorna ad essere composta da otto società che si incontrano in un girone all'italiana con partite d'andata e ritorno. Vince ancora la Bernocchi Legnano (quarto scudetto), davanti ad Autonomi Torino e Omsa Faenza.

## Classifica
|  |    | Classifica finale 1954-1955 | Pt | G  | V  | N | P  | PtF | PtS |
|  | -- | --------------------------- | -- | -- | -- | - | -- | --- | --- |
|  | 1. | Bernocchi Legnano           | 23 | 14 | 11 | 1 | 2  | 729 | 553 |
|  | 2. | Autonomi Torino             | 20 | 14 | 10 | 0 | 4  | 915 | 783 |
|  | 3. | Omsa Faenza                 | 20 | 14 | 10 | 0 | 4  | 758 | 672 |
|  | 4. | Ginnastica Triestina        | 17 | 14 | 8  | 1 | 5  | 750 | 681 |
|  | 5. | Ambrosoli Como              | 14 | 14 | 7  | 0 | 7  | 753 | 689 |
|  | 6. | A.P. Udinese                | 14 | 14 | 7  | 0 | 7  | 558 | 607 |
|  | 7. | Cestistica Bologna          | 4  | 14 | 2  | 0 | 12 | 538 | 742 |
|  | 8. | Cral A.T.M. Milano          | 0  | 14 | 0  | 0 | 14 | 487 | 761 |

### Verdetti
- Bernocchi Legnano campione d'Italia 1954-1955 (Agosto, Licia Bradamante, Cozzi, Maria Pia Mapelli, Ilena Pasquali, Licia Pasquali, M. Pellegrini, W. Pellegrini, Soldo, Idelma Tommasini).
- Cral A.T.M. Milano retrocede. Ambrosoli Comense rinuncia all'iscrizione.